# Franklin Templeton Investments
Franklin Resources, Inc. eller Franklin Templeton Investments (NYSE: BEN) er en amerikansk multinational investeringsvirksomhed. Per den 12. oktober 2020 havde Franklin Templeton aktiver under forvaltning for 1,5 billioner USD fra private, professionelle og institutionelle investorer.
Virksomheden blev etableret i 1947 i New York City af Rupert H. (Harris) Johnson Sr. (1900-1989), som drev en børsmæglervirksomhed fra et kontor på Wall Street.